# Dose efficace médiane
Pour les articles homonymes, voir Dose efficace.
La dose efficace médiane (DE50 ou ED50 en anglais) est un indicateur quantitatif de la puissance d'un médicament. On l'utilise aussi en phytopharmacie pour mesure la puissance d'un insecticide.
Cet indicateur mesure la dose de substance provoquant une réponse thérapeutique chez 50 % de la population ayant reçu le traitement.